# Igor Fraga
Pas d'image ? Cliquez ici
Igor Fraga (イゴール・オオムラ・フラガ), né le 26 septembre 1998 à Kanazawa, est un pilote automobile et sim racer brésilio-japonais, courant sous licence brésilienne. En 2020, il dispute le championnat de Formule 3 FIA avec Charouz Racing System.

## Biographie

### Jeunesse
Igor Fraga commence le sim racing et le karting en parallèle à l'âge de trois ans. Il joue alors à Gran Turismo 3 sur PlayStation 2.

### Sport automobile
Après trois ans en championnat du Brésil de Formule 3 (où il remporte la catégorie Light ou Académie en 2017), Igor Fraga découvre d'autres championnats, étant notamment sacré vice-champion de Formule 4 de la NACAM en 2017-2018 en manquant trois courses. En 2018, il termine quatrième de l'US F2000 National Championship, quatrième division du Road to Indy.
En 2019, Igor Fraga rejoint le tout nouveau championnat d'Europe de Formule 3 Régionale, avec RP Motorsport,. Il remporte sa première victoire sur le Red Bull Ring. Il finit la saison en troisième place du championnat avec quatre victoires derrière Frederik Vesti et Enzo Fittipaldi.
Début 2020, Igor Fraga dispute les Toyota Racing Series : alors qu'il est en tête du championnat à mi-saison, il est titularisé par Charouz Racing System en Formule 3 FIA pour la saison 2020. En Toyota Racing Series, la saison se résume à une bataille pour le titre face à Liam Lawson. Lors de la dernière course de la saison, le pilote brésilien s'impose, remportant le prestigieux Grand Prix de Nouvelle-Zélande, et le championnat des Toyota Racing Series pour six points devant Lawson. 

### Simracing
En 2017, Igor Fraga fait une première apparition aux F1 Esports Series, sur F1 2017, avec Williams eSport. En 2018, Igor Fraga remporte le McLaren Shadow Project, rejoignant le programme de développement de McLaren Racing pour se perfectionner. Il déclare après cette victoire : « Être lié à un constructeur aussi important que McLaren signifie d’abord beaucoup pour moi. Ça peut ouvrir beaucoup de portes. Cette année je vais faire des tests dans le simulateur de F1, suivre un programme pour développer mes compétences de pilote. On va travailler sur beaucoup de choses, essayer de développer mes capacités et je me réjouis à cette idée. ». Il quitte ainsi Williams par la même occasion. 
En fin d'année 2018, il remporte la Nations Cup des FIA Gran Turismo Championships, championnat reconnu par la Fédération internationale de l'automobile (FIA), se disputant sur le jeu vidéo Gran Turismo Sport. L'année suivante, il remporte les Manufacturer Series avec Toyota et ses coéquipiers français Rayan Derrouiche et japonais Tomoaki Yamakana. En 2021, il remporte à nouveau la série avec Toyota et Tomoaki Yamakana, cette fois aux côtés de l'espagnol Coque López.

## Résultats en compétition automobile

### Résultats en monoplace
| Saison    | Championnat                                                        | Écurie                | Courses | Victoires | Pole positions | Meilleurs tours | Podiums | Points | Classement |
| --------- | ------------------------------------------------------------------ | --------------------- | ------- | --------- | -------------- | --------------- | ------- | ------ | ---------- |
| 2015      | Championnat du Brésil de Formule 3 Classe B / B Class              | Prop Car Racing       | 16      | 4         | 2              | 4               | 9       | 117    | 3e         |
| 2016      | Championnat du Brésil de Formule 3                                 | Prop Car Racing       | 4       | 0         | 0              | 0               | 1       | 19     | 11e        |
| 2017      | Championnat du Brésil de Formule 3 Classe Académie / Academy Class | Prop Car Grand-Prix   | 16      | 10        | 7              | 7               | 13      | 190    | Champion   |
| 2017-2018 | Championnat de Formule 4 de la NACAM                               | Prop Car Grand-Prix   | 18      | 6         | 5              | 7               | 12      | 280    | 2e         |
| 2018      | US F2000 National Championship                                     | Exclusive Autosport   | 14      | 0         | 0              | 0               | 3       | 213    | 4e         |
| 2019      | Formule Régionale Europe                                           | RP Motorsport         | 24      | 4         | 4              | 3               | 11      | 300    | 3e         |
| 2020      | Toyota Racing Series                                               | M2 Competition        | 15      | 4         | 3              | 3               | 9       | 362    | Champion   |
| 2020      | Formule 3                                                          | Charouz Racing System | 16      | 0         | 0              | 0               | 0       | 1      | 24e        |
| 2023      | Super Formula Lights                                               | B-Max Racing Team     | 18      | 1         | 1              | 1               | 7       | 62     | 4e         |
| 2025      | Super Formula                                                      | PONOS Nakajima Racing | 8       | 0         | 0              | 0               | 1       | 30     | 9e         |

## Palmarès en simracing
- McLaren Shadow Project, Vainqueur en 2018
- FIA Gran Turismo Championships, Vainqueur de la Nations Cup 2018
- FIA Gran Turismo Championships, Vainqueur des Manufacturer Series 2019 avec Tomoaki Yamanaka et Rayan Derrouiche sur Toyota
- FIA Gran Turismo Championships, Vainqueur des Manufacturer Series 2021 avec Tomoaki Yamanaka et Coque López sur Toyota